# جلان تشيلتون
جلان تشيلتون هو عالم طيور كندي، ولد في 25 أكتوبر 1958 في تورونتو في كندا.

## وصلات خارجية
- الموقع الرسمي